# 手越增田的愛
《手越增田的愛》為日本的音樂組合－手越增田的第2張音樂專輯。

## 解說
- 為迷你專輯。
- 初回版附有16頁歌詞本及DVD。
- 普通版附有12頁歌詞本，以及一首初回版未收錄歌曲。

## 收錄內容

### 初回版
1. 音色
作詞：nami、作曲：大智, 伊橋成哉, 渡邊拓也、編曲：CHOKKAKU
2. 倘若，這世上再也沒○○
作詞・作曲：MDP、編曲：近藤芳樹、弦樂編曲：大坪直樹
3. 我們的天空
作詞：, kafka、作曲：、編曲：中西亮輔、合聲編曲：知野芳彦
4. 義大利麵
作詞：zopp、作曲：小松清人、編曲：石塚知生
5. 獵豹 大猩猩 紅毛猩猩
作詞・作曲：Hacchin' Maya、編曲：近藤芳樹
6. 夜裡記得看星星
作詞：Hacchin' Maya、作曲：、編曲：h-wonder

DVD
「倘若，這世上再也沒○○」 Music Clip

「七夕祭典」發行event迷你LIVE

### 普通版
1. 音色
2. 倘若，這世上再也沒○○
3. 我們的天空
4. 義大利麵
5. 獵豹 大猩猩 紅毛猩猩
6. 夜裡記得看星星
7. Chu Chu Chu!
作詞：kafka、作曲：GARDEN, 編曲：GARDEN, 中西亮輔、合聲編曲：知野芳彦